# ژ. دوبوآ
ژ. دوبوآ (فرانسوی: J. Dubois‎) قایقران قایق بادبانی اهل فرانسه بود.